# カーム航空
カーム航空（ダリー語：کام ایر、英語：Kam Air）はアフガニスタンのカーブルに本拠を置く航空会社。国内線およびヨーロッパ、中東、アジア諸国への国際線をそれぞれ定期運航している。拠点空港はカーブル国際空港。

## 沿革
カーム航空は2003年8月31日、ザムライ・M・カームガールによってアフガニスタン最初の民営旅客航空として設立された。運航開始は同年11月8日。ボーイング727によるカーブルとヘラート、マザーリシャリーフを結ぶ路線であった。当初の運航機材はアブドゥッラシード・ドスタム将軍の軍に燃料と食糧を供給することの弁済として、ドスタム将軍によって提供されたものであった
。
2014年1月8日、航空会社を評価するサイトにおいて、全世界の航空会社を比較調査した結果、安全性において1つ星の低い評価を受け、448会社中ワースト3にランキングされた。
2019年12月には、アフガニスタンで銃殺された中村哲の功績を讃え、エアバスA340の尾翼に描かれた肖像が公開された。

## 就航都市
2020年現在、以下の都市に就航している。
| カーム航空の路線網 | カーム航空の路線網         | カーム航空の路線網                   | カーム航空の路線網 | カーム航空の路線網 |
| ------------------ | -------------------------- | ------------------------------------ | ------------------ | ------------------ |
| 国                 | 都市                       | 空港                                 | 注記               |                    |
| 中央アジア         |                            |                                      |                    |                    |
| アフガニスタン     |                            |                                      |                    |                    |
| カーブル           | カーブル国際空港           |                                      |                    |                    |
| カンダハール       | カンダハール国際空港       |                                      |                    |                    |
| ヘラート           | ヘラート国際空港           |                                      |                    |                    |
| マザーリシャリーフ | マザーリシャリーフ国際空港 |                                      |                    |                    |
| ホースト市         | ホースト空港               |                                      |                    |                    |
| ファイザーバード   | ファイザーバード空港       |                                      |                    |                    |
| バーミヤーン       | バーミヤーン空港           |                                      |                    |                    |
| ラシュカルガー     | ボースト空港               |                                      |                    |                    |
| ファラー           | ファラー空港               |                                      |                    |                    |
| ザランジュ         | ザランジュ空港             |                                      |                    |                    |
| マイマナ           | マイマナ空港               |                                      |                    |                    |
| チャグチャラーン   | チャグチャラーン空港       |                                      |                    |                    |
| カザフスタン       | アルマトゥ                 | アルマトゥ国際空港                   |                    |                    |
| タジキスタン       | ドシャンベ                 | ドシャンベ国際空港                   |                    |                    |
| 南アジア           |                            |                                      |                    |                    |
| インド             | デリー                     | インディラー・ガーンディー国際空港   |                    |                    |
| パキスタン         | イスラマバード             | イスラマバード国際空港               |                    |                    |
| 中東               |                            |                                      |                    |                    |
| アラブ首長国連邦   | シャールジャ               | シャールジャ国際空港                 |                    |                    |
| アラブ首長国連邦   | ドバイ                     | ドバイ国際空港                       |                    |                    |
| サウジアラビア     | ジッダ                     | キング・アブドゥルアズィーズ国際空港 |                    |                    |
| クウェート         | クウェートシティ           | クウェート国際空港                   |                    |                    |
| トルコ             | イスタンブール             | イスタンブール空港                   |                    |                    |
| トルコ             | アンカラ                   | エセンボーア国際空港                 |                    |                    |

なお，EU域内乗り入れ禁止航空会社であるため，EU圏内には就航していない。

## 運航機材

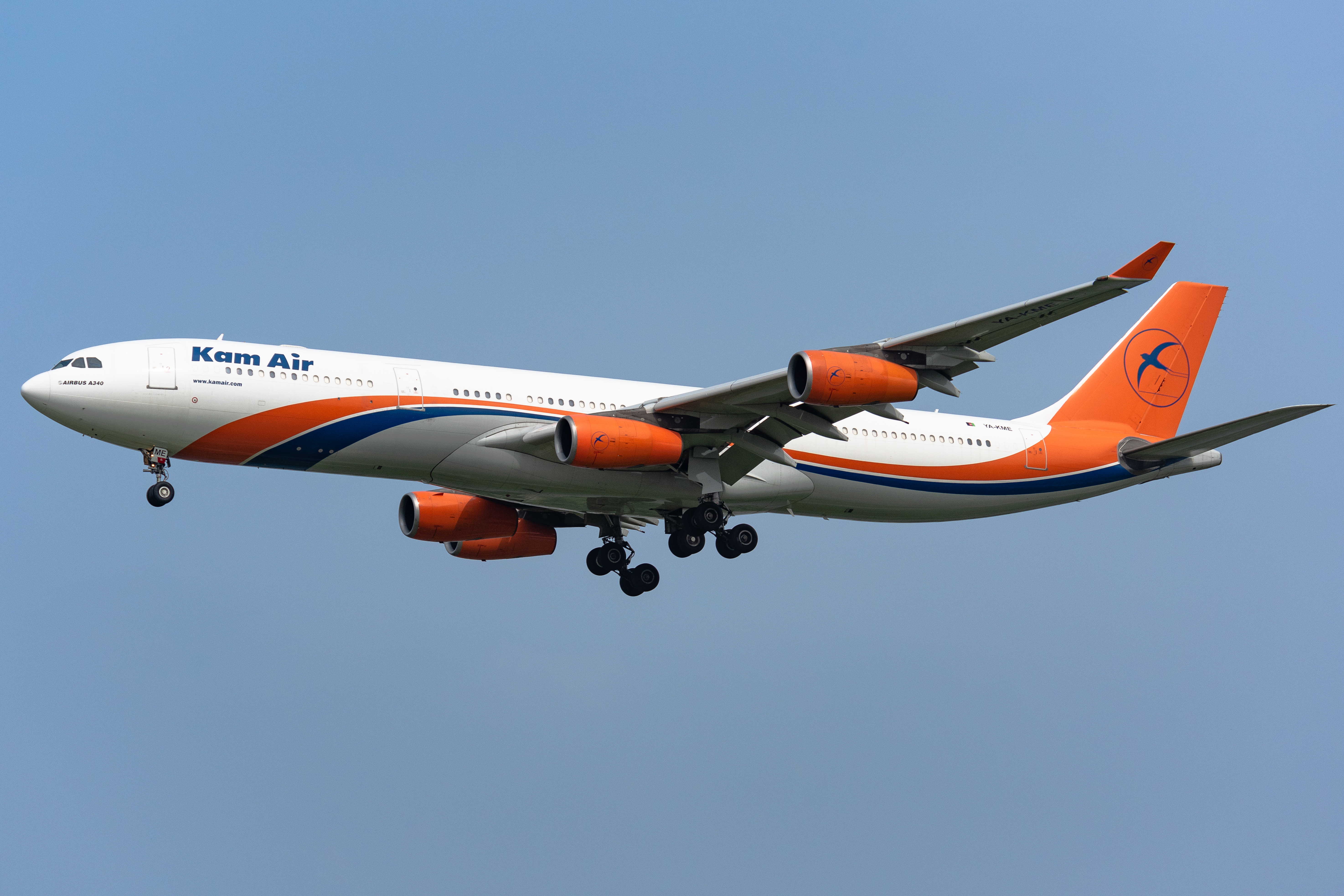
カーム航空のエアバスA340-300

2021年現在、カーム航空の機材は以下の通りである。
| 機種     | 保有数 | 発注数 | 備考   |  |
| 旅客機   | 旅客機 | 旅客機 | 旅客機 |  |
| -------- | ------ | ------ | ------ |  |
| A340-300 | 4      | —      | —      |  |
| B737-300 | 4      | —      | —      |  |
| B737-500 | 2      | —      | —      |  |
| B767-300 | 2      | —      | —      |  |
| 総計     | 12     | 0      |        |  |

また、以前に運航した機材としては以下のものがある。
- アントノフ An-24RV: 1機
- ヤコヴレフ Yak-40: 1機
- ボーイング727-200: 1機
- ボーイング737-200: 2機
- ボーイング737-800: 1機

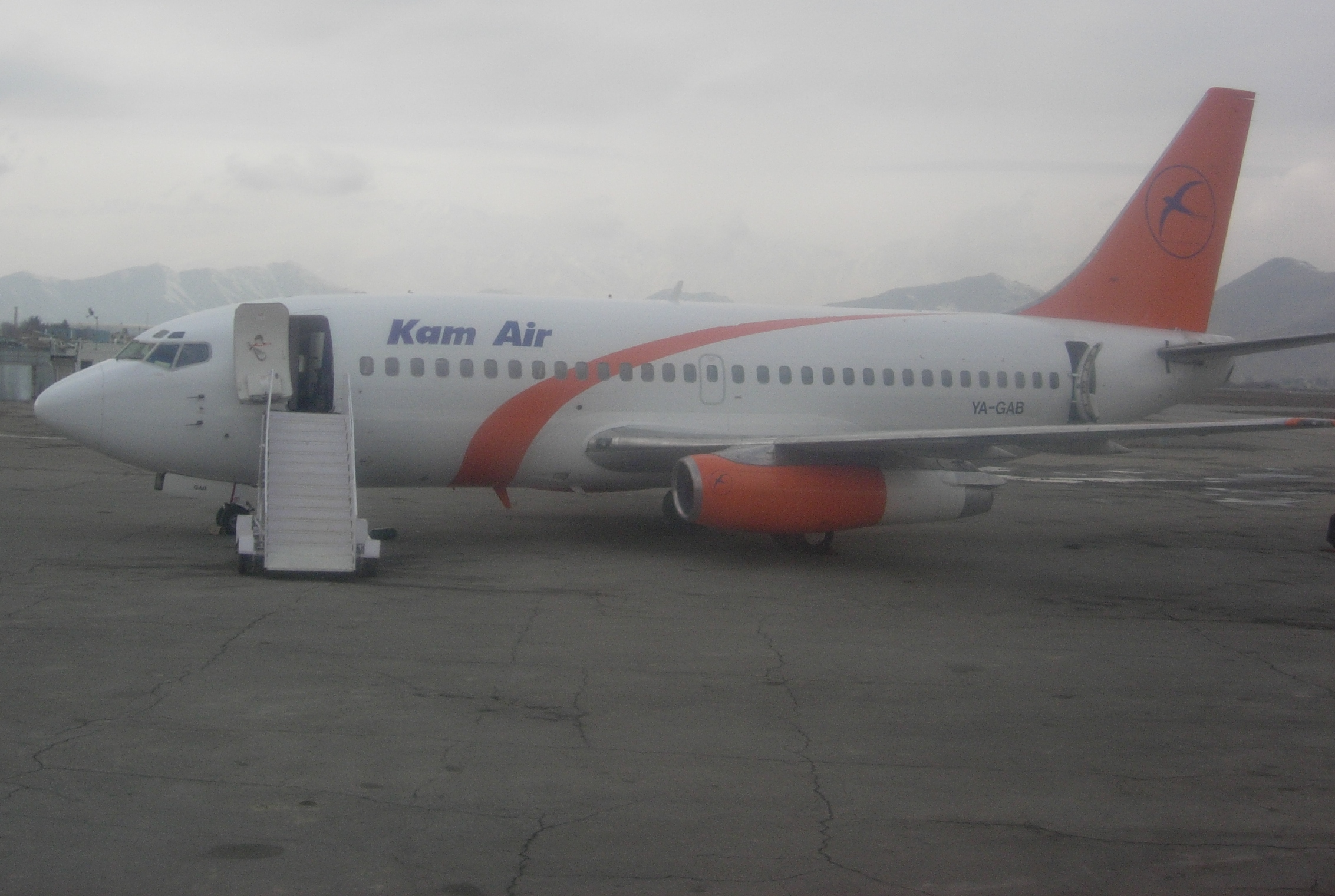
カーム航空のボーイング737-200型機（退役済、カーブル国際空港）

- ボーイング767-200: 2機。2005年1月から運航。2005年9月に譲渡。
- マクドネル・ダグラスMD-82: 1機
- マクドネル・ダグラスMD-83: 1機

## 事故・事件
- 2004年9月、27人搭乗のカーム航空のアントノフ An-24がカーブル国際空港に着陸後、滑走路を逸脱した。乗客に若干の負傷者が出たが、機材は無傷であった[要出典]。
- 2005年2月3日、ヘラートからのカーム航空904便・ボーイング737（乗員8名、乗客96名）が悪天候のなかカーブル国際空港への着陸態勢に入ったがレーダーから消失した。アフガニスタン軍による大規模な捜索活動が行われ、2月5日にカーブル東方の山中で残骸を発見。この事故で乗員乗客104名全員が死亡している。詳細はカーム航空904便墜落事故（英語版）を参照。